# Vrede van de Proet
De vrede van de Proet was een verdrag dat gesloten werd in 1711 na de Proetcampagne, een veldslag tussen het Ottomaanse Rijk en het keizerrijk Rusland.
Voor de onderhandeling van het verdrag zou Peter Sjafirov naar het Turkse kamp gaan onder leiding van een trompetter en een witte vlag. Sjafirov werd door de grootvizier goed onthaald, omdat de janitsaren weigerden aan te vallen: een tweede aanval zou nog meer doden eisen.
Bovendien wist de grootvizier wat Peter nog niet wist: Oostenrijk mobiliseerde voor een nieuwe oorlog wat uiteindelijk zou uitmonden in de Austro-Ottomaanse Oorlog (1716-1718).
In de brief die Sjafirov afgaf stond dat eigenlijk geen van beide partijen gewonnen had, maar dat de oorlog gewoon was uitgelokt door intriges van buitenstaanders. Daarom moesten beide generaals een einde maken aan de oorlog, en vrede sluiten. De grootvizier gaf bevel dat de beschietingen op het kamp moesten ophouden en hij klaar was voor onderhandelingen: deze zouden de hele nacht duren. De eisen van de Turken kwamen overeen met wat Peter had verwacht: hij moest de gebieden van de veldtocht in 1696 teruggeven en daarbij het Verdrag van Constantinopel uit 1700 opgeven. De vloot van de Zwarte Zee moest worden ontbonden en de forten langs de Dnjepr afgebroken. Wat Zweden betreft, moest Karel XII terug naar Zweden kunnen en vrede sluiten als dit mogelijk was. Dan pas zou het Turkse leger zich terugtrekken en de Russische soldaten laten terugkeren.
Peter de Grote had ergere voorwaarden verwacht: hij had in het zuiden wel alles verloren, maar over Zweden en het Oostzeegebied werd bijna niets gezegd. De Turken voegden nog één eis toe: Sjafirov en Michaïl Sheremetev, de zoon van de veldmaarschalk, moesten als gijzelaars blijven tot de Russen Azov en de andere gebieden teruggegeven hadden. Peter wilde niets liever doen dan het verdrag te tekenen. Dit gebeurde op 23 juli 1711.